# Maciej Wodziński (1910–1940)

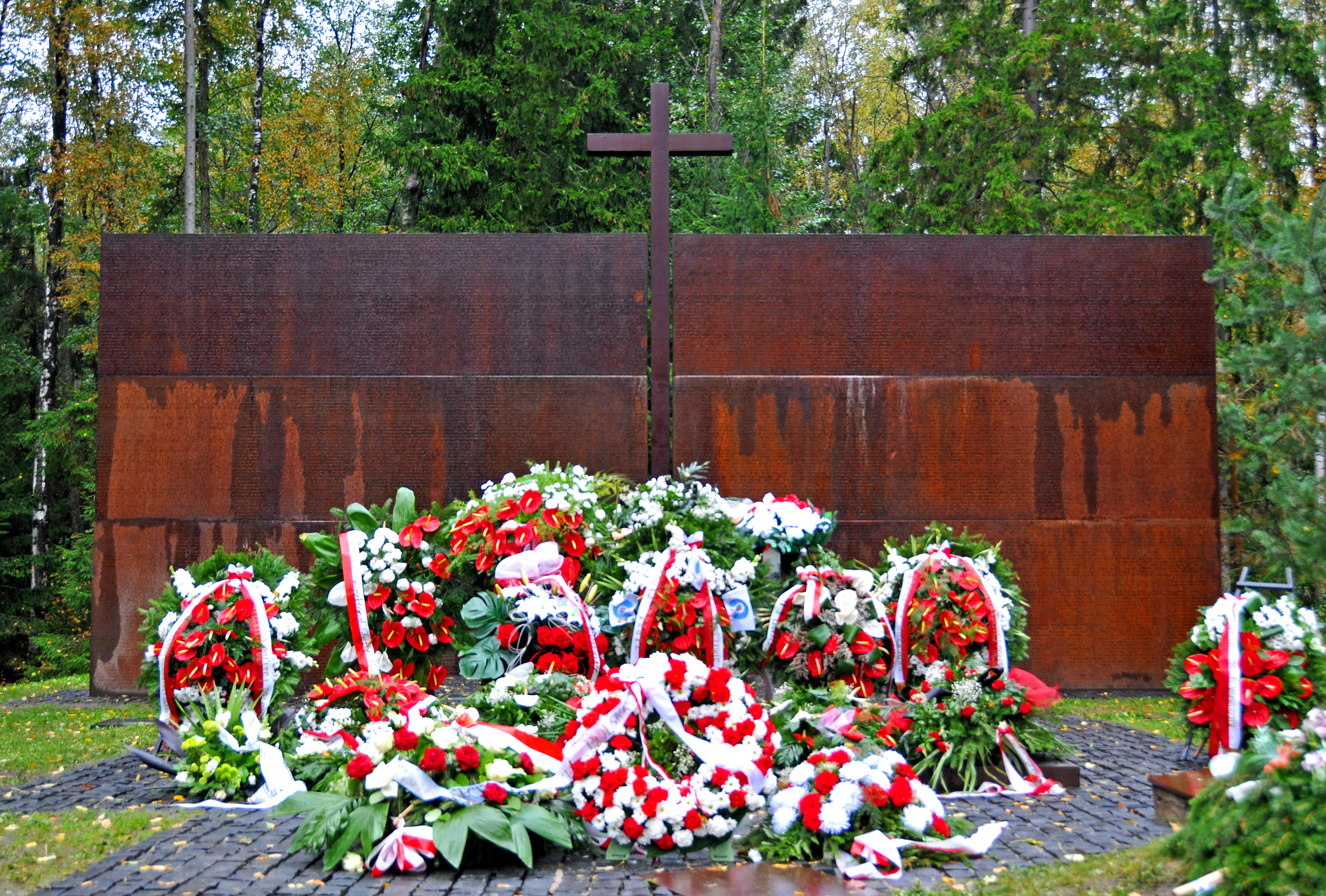
Pomnik i ołtarz w Katyniu

Maciej Wodziński herbu Jastrzębiec (ur. 25 stycznia 1910 w Żalach, zm. 1940) – polski oficer, porucznik kawalerii Wojska Polskiego, uczestnik kampanii wrześniowej, więzień Kozielska,  zamordowany przez NKWD w Lesie Katyńskim

## Życiorys
Maciej Wodziński urodził się w Żalach w powiecie kutnowskim 25 stycznia 1910. Był synem starosty gostynińskiego Michała Wodzińskiego z Sierakówka i Konstancji Zuzanny z Wodzińskich Wodzińskiej z Zaborówka. Wnuk hrabiny Marii Łubieńskiej i Stanisława Wodzińskiego, dziedzica majątku Żale.
Maciej Wodziński został pojmany w trakcie kampanii wrześniowej 1939, w której brał udział jako porucznik kawalerii i oficer IV pułku strzelców konnych, oddelegowany do kawalerii dywizyjnej 7 DP. W kampanii wrześniowej został ranny, trafił do niewoli niemieckiej, z której uciekł.
Na granicy rumuńskiej zatrzymany przez Sowietów i internowany w Kozielsku. Został wywieziony do Katynia i zamordowany przez NKWD, prawdopodobnie wiosną 1940 w Lesie Katyńskim.   
Ku jego czci i pamięci, w dniu 23 czerwca 2012 roku na dziedzińcu Szkoły Podstawowej im. Marszałka Piłsudzkiego w Sierakówku (obok dworku Wodzińskich) odbyła się uroczystość honorowa, oraz został posadzony „Dąb pamięci”